# Ле-Траве
Ле-Траве́ (фр. Le Travet, окс. Lo Travet) — коммуна во Франции, находится в регионе Юг — Пиренеи. Департамент — Тарн. Входит в состав кантона От-Даду. Округ коммуны — Альби.
Код INSEE коммуны — 81301.

## География

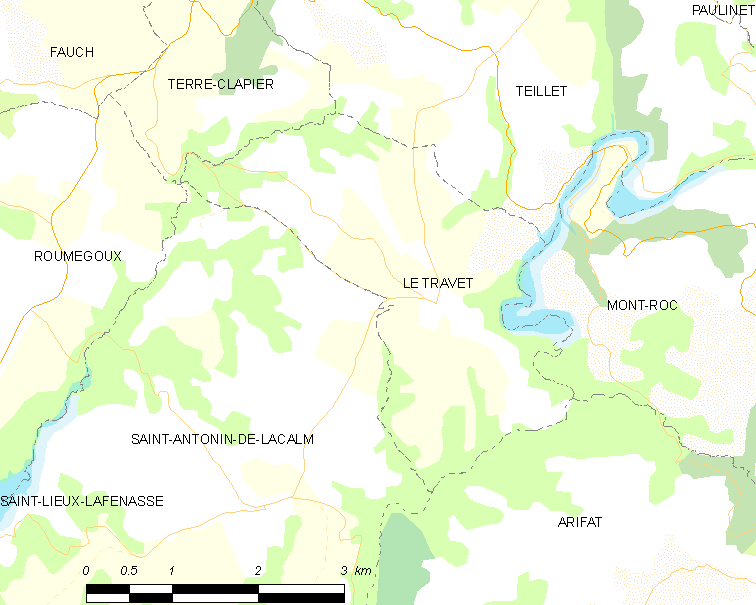
Карта коммуны

Коммуна расположена приблизительно в 570 км к югу от Парижа, в 75 км восточнее Тулузы, в 20 км к юго-востоку от Альби.
На юго-востоке коммуны протекает река Даду.

## Климат
Климат умеренно-океанический. Зима мягкая и дождливая, лето жаркое с частыми грозами. Ветры довольно редки.

## Население
Население коммуны на 2010 год составляло 127 человек.
| 1962 | 1968 | 1975 | 1982 | 1990 | 1999 | 2010 |
| ---- | ---- | ---- | ---- | ---- | ---- | ---- |
| 173  | 153  | 163  | 153  | 139  | 136  | 127  |

## Администрация
| Период | Период | Фамилия       | Партия | Примечания |
| ------ | ------ | ------------- | ------ | ---------- |
| 2001   | 2014   | Пьер Перастр  |        |            |
| 2014   | 2020   | Бернар Труиле |        |            |

## Экономика
В 2007 году среди 69 человек в трудоспособном возрасте (15—64 лет) 49 были экономически активными, 20 — неактивными (показатель активности — 71,0 %, в 1999 году было 65,2 %). Из 49 активных работали 45 человек (24 мужчины и 21 женщина), безработных было 4 (2 мужчин и 2 женщины). Среди 20 неактивных 2 человека были учениками или студентами, 15 — пенсионерами, 3 были неактивными по другим причинам.